# الكسندر ماكغريغور
الكسندر ماكغريغور هو سياسي نيوزيلندي، ولد في 9 مايو 1838، وتوفي في 17 يناير 1901. انتخب عضو مجلس النواب النيوزيلندي ‏.